# Пабло де Бласіс
Пабло де Бласіс (ісп. Pablo de Blasis, нар. 4 лютого 1988, Ла-Плата) — аргентинський футболіст, півзахисник іспанського клубу «Ейбар».

## Ігрова кар'єра
Народився 4 лютого 1988 року в місті Ла-Плата. Вихованець футбольної школи клубу «Хімнасія і Есгріма». До заявки основної команди клубу почав потрапляти 2008 року, проте у дорослому футболі дебютував лише двома роками пізніше, на умовах оренди перебуваючи у складі «Феррокаріль Оесте».
Повернувшись з оренди, почав регулярно виходити на поле у складі основної команди «Хімнасія і Есгріма», а за рік, у 2012, перебрався до Європи, де його першим клубом став грецький «Астерас».
Згодом протягом чотирьох сезонів аргентинець грав у Німеччині за «Майнц 05», а 2018 року став гравцем іспанського «Ейбара».